# Meandrina meandrites
Meandrina meandrites of doolhofkoraal is een koraalsoort, die voornamelijk voorkomt in de Caribische Zee nabij Bonaire. Men kan de soort ook aantreffen in de Golf van Mexico.
De soort leeft op ongeveer 80 meter diepte in de zee. Kolonies van dit koraal kunnen een diameter bereiken van 1 meter.